# Corrente elétrica de Planck

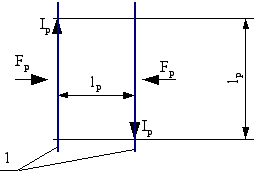
1 - condutor, F_{p} - força de Planck, l_{p} - comprimento de Planck, I_{p} - corrente de Planck.

A corrente de Planck current é a unidade de corrente elétrica, notada por Ip, no sistema de unidades naturais conhecido como unidades de Planck.
{\displaystyle I_{p}=q_{p}/t_{p}=(c^{6}4\pi \varepsilon _{0}/G)^{\frac {1}{2}}} ≈3.479 × 1025 A
onde:
{\displaystyle q_{p}=(c\hbar 4\pi \varepsilon _{0})^{\frac {1}{2}}} é a carga de Planck
{\displaystyle t_{p}=(\hbar G/c^{5})^{\frac {1}{2}}} é o tempo de Planck
{\displaystyle \varepsilon _{0}} = é a permissividade no vácuo
{\displaystyle \hbar } é a constante de Dirac
G é a constante gravitacional
c é a velocidade da luz no vácuo.
A corrente de Planck é aquela corrente a qual, em um condutor, transporta uma carga de Planck em um tempo de Planck.
Alternativamente, a corrente de Planck é aquela corrente a qual, se mantida em dois condutores retos paralelos de comprimento infinito e seção transversal desprezível, e colocados afastados um comprimento de Planck no vácuo, produzirão entre si uma força igual a força de Planck por comprimento de Planck.